# Friedrich Gumpert

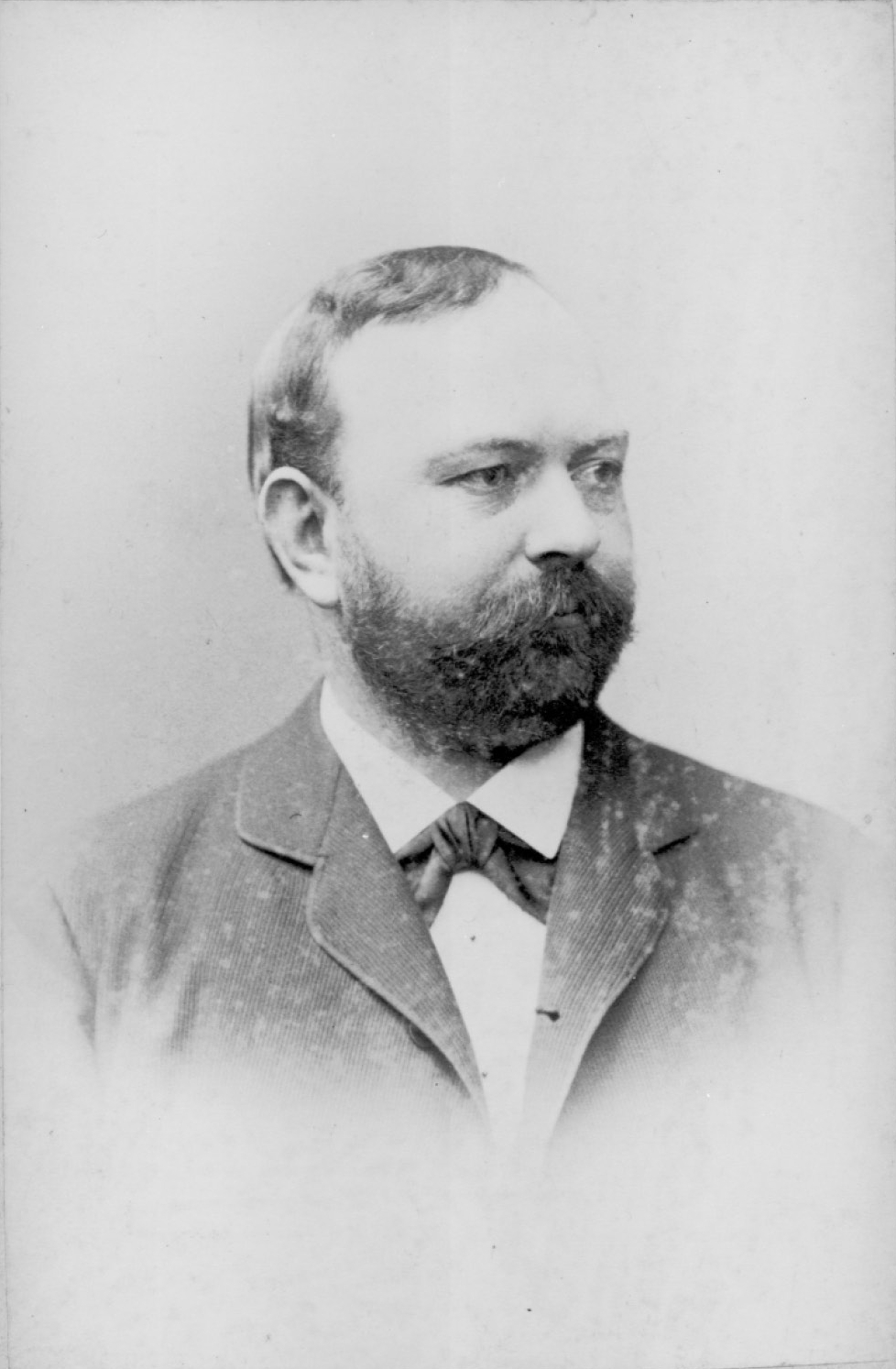
Hornist Friedrich Gumpert, 1884

Friedrich Adolph Gumpert (* 27. April 1841 in Lichtenau (Neustadt an der Orla); † 31. Dezember 1906 in Leipzig) war ein deutscher Hornist und Professor am Konservatorium Leipzig.

## Leben
Gumpert war einer der herausragenden Hornisten seiner Zeit. Er war von 1864 bis 1899 Solohornist im Gewandhausorchester zu Leipzig. 1896 war er Mitbegründer des Gewandhausbläserquintetts. Zusammen mit der Firma Eduard Kruspe in Erfurt entwickelte der das Hornmodell „Gumpert“. Er war Mitglied der Leipziger Freimaurerloge Balduin zur Linde.
Eine große Bedeutung hatte Gumpert als Lehrer. Er war von 1882 bis 1906 Professor für Horn am Konservatorium Leipzig. In dieser Zeit hatte er zahlreiche Schüler, die selbst bedeutende Hornisten wurden. Unter diesen hatten Anton Horner, Max Hess, Heinrich Lorbeer und Max Pottag später einen großen Einfluss auf die Entwicklung des Hornspielens in den USA. Von Gumpert wurden zahlreiche Notenausgaben veröffentlicht, darunter eine Hornschule und eine Reihe von Orchesterstudien für Horn. Meist wird er auf diesen Ausgaben „Gumbert“ genannt, eine bewusst falsche Schreibweise. So wurde er nämlich mit dem bekannten Komponisten Ferdinand Gumbert verwechselt, was ihm nicht unrecht war.